# Francisco Tocto
Francisco Tocto (Chagastunán, Icho Huari, Imperio Inca, actual Chacas, circa 1520 - Chacas, Virreinato del Perú, antes de 1600), fue un curaca quechua de la etnia huari. Último jefe y gobernante de la pachaca de Chagastunán (actual Chacas), en la región de Icho Huari. Es conocido por fundar, junto a Alonso de Santoyo y Diego Álvarez, la reducción de nativos de San Martín de Chacas, en abril de 1572, y ser, por consiguiente, el primer alcalde nativo del pueblo.

## Biografía
Miembro de la etnia huari, nació en las primeras décadas del siglo XVI, en el asentamiento de Chagastunán, 1 km al oeste del actual pueblo de Chacas. En aquella época, este poblado fue cabeza administrativa de los valles de Chacas y Acochaca. Cuando contaba con unos 20 años, entre 1540 y 1550, conquistadores españoles junto a evangelizadores agustinos llegaron al valle de Chacas y, junto al curaca de Macuash, Alonso Pomachaque, fue bautizado bajo el rito católico con el nombre de Francisco.
Fundación de Chacas y San Luis
Estuvo presente en la fundación española de Chacas y San Luis y durante la construcción del ingenio de Aurinja y del Camino Real que comunicaba Chacas, Colcabamba,San Luis y Aurinja (fechas aprox.:1570-1580). Tras la fundación de Chacas. Por su ascendencia, fue elegido curaca principal del pueblo, mientras que el secundario fue Alonso Pomacaque, de Macuash. Tocto, representaba a población nativa de Chacas en las sesiones del consejo, y se encargaría de hacer cumplir las ordenanzas municipales mediante los envarados (curacas menores) de cada centro poblado. Los españoles se dedicarían a la administración civil, económica y religiosa.